# Денисенко, Тарас Владимирович
Тарас Владимирович Денисенко (укр. Тарас Денисенко; 23 марта 1965, Киев — 7 ноября 2017, Киев) — советский и украинский актёр театра и кино, заслуженный артист Украины (2000).

## Биография
Родился 23 марта 1965 года в Киеве в семье актрисы Наталии Наум и кинорежиссёра Владимира Денисенко.
Брат — актёр и писатель Александр Денисенко.
В 1986 году окончил актёрский факультет Всесоюзного государственного института кинематографии (мастерская А.Баталова).
Скончался 7 ноября 2017 года в Киеве после тяжёлой болезни.
Похоронен 9 ноября на Байковом кладбище в Киеве, рядом с родителями.

### Личная жизнь
Был женат. Имел троих детей: Орест, Мария, Гордей.

## Фильмография
1. 1981 — Высокий перевал — Юрка
2. 1985 — Как молоды мы были — Саша
3. 1986 — Обвиняется свадьба — Вася
4. 1987 — В Крыму не всегда лето — Озорнов
5. 1987 — Восемнадцатилетние — Стах Кульчицкий
6. 1987 — Жменяки — парень на танцах
7. 1988 — Горы дымят — Юра
8. 1988 — Помилуй и прости — Васечка
9. 1989 — Караул — ефрейтор Корченюк
10. 1990 — Чёрная долина
11. 1991 — Кислородный голод — Билык
12. 1991 — Личное оружие — матрос Сергеев
13. 1991 — Чудо в краю забвения — Иван Дядечко
14. 1992 — Тарас Шевченко. Завещание — Тарас Шевченко в молодости
15. 1993 — Фучжоу —
16. 1995 — Будем жить! — Максим
17. 1995 — Остров любви — Николай Степанович Семенюк
18. 1996 — Judenkreis, или Вечное колесо — Максим
19. 1999 — Поэт и княжна — Тарас Шевченко
20. 2001 — Ботинки из Америки — Давид
21. 2005 — Далеко от Сансет бульвара
22. 2006 — Богдан-Зиновий Хмельницкий — Станислав Морозенко
23. 2007 — Надежда как свидетельство жизни — Пётр Семёнов
24. 2008 — Хорошие парни — Дюля
25. 2009 — Прощение — Аркадий Петрович Пожалов
26. 2010 — Вера, Надежда, Любовь
27. 2010 — Возвращение Мухтара 6 — Телегин (серия «Краплённый приз»)
28. 2010 — Вчера закончилась война — полицай
29. 2010 — Трава под снегом — Александр Сергеевич
30. 2010 — Я тебя никому не отдам — завклубом Василий Иванович
31. 2011 — Баллада о Бомбере — дознаватель
32. 2011 — Одуванчик — таксист
33. 2012 — Ангелы войны — Иван Марцевич, начальник полицейского участка
34. 2012 — Брат за брата-2 — Пётр Шмаков
35. 2012 — Последняя роль Риты — директор детского дома
36. 2012 — Украина, гудбай
37. 2013 — Обычное дело — Толик
38. 2013 — Поводырь — фольклорист
39. 2013 — Птица в клетке — Пётр Шмаков
40. 2014 — Лабиринты судьбы — Зимин
41. 2017 — Линия света — Андрей Андреевич Романовский